# Vehicle to Grid

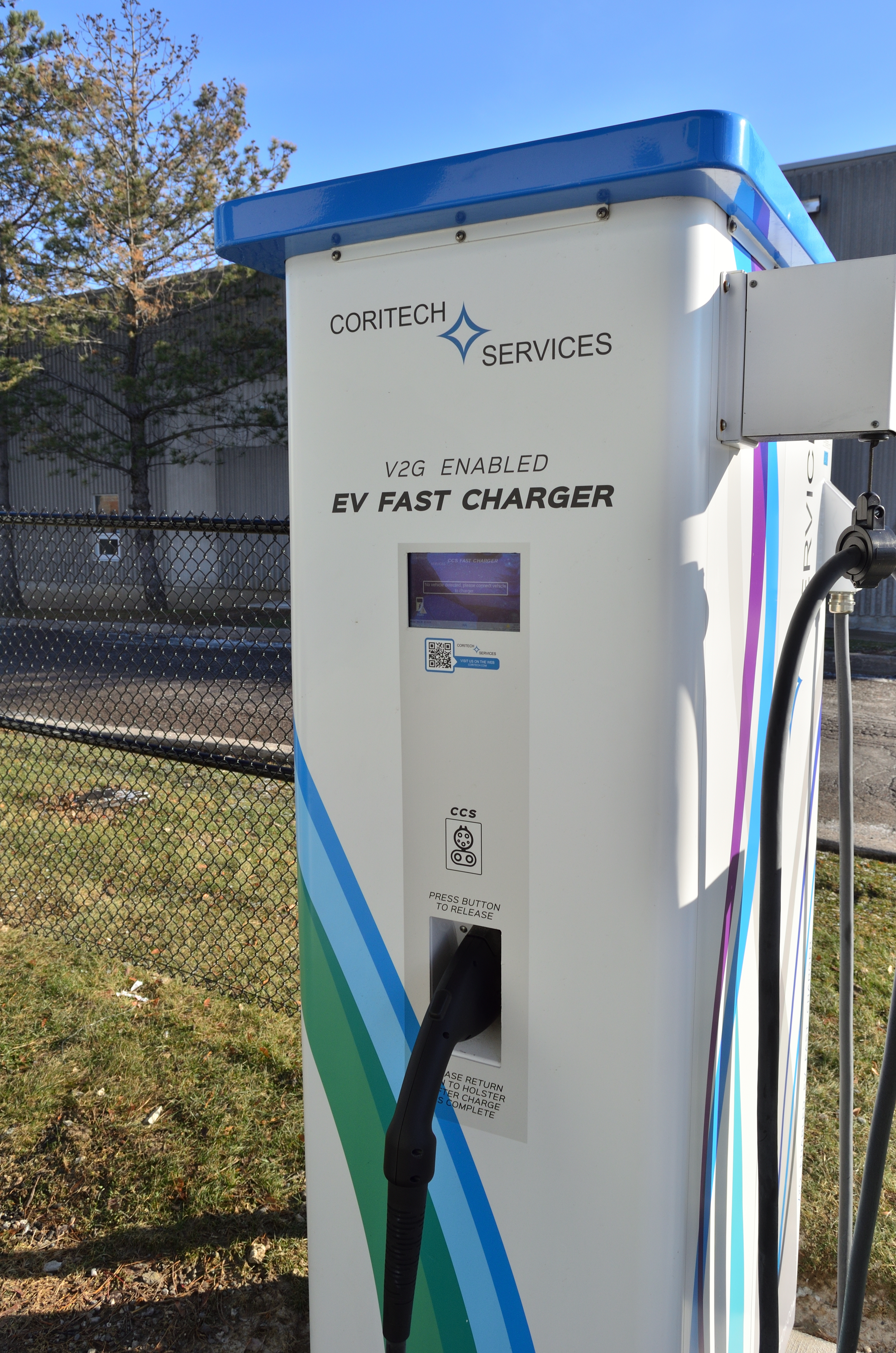

V2G, Vehicle to Grid, är en teknologi som innebär att elbilar laddas från elnätet, men också kan ge energi tillbaka. Man kan då balansera belastningen i nätet, det vill säga ta ström då det är billigt och återföra mot ersättning då priset är högt. Eftersom bilar står stilla mer än 90 % av tiden kan detta ge en stabilare elproduktion. Eftersom bilar för det mest körs betydligt kortare per dag än räckvidden, behövs de inte laddas så mycket för det mesta, utan kan till exempel laddas ur mer på sen eftermiddag och laddas upp mitt på natten.
Ett applikationsområde för Vehicle to Grid är i storskaliga parkeringshus, där de elektriska fordonen som står parkerade där kan användas som energilager. På så sätt kan elektriska fordon användas för att förse elnätet med energi, utföra glättning av oregelbundna störningar och för att säkerställa elnätets frekvens. Även laddare för bostäder, där bilar vanligen parkeras, planeras få sådan teknik.